# Helmut Schmelmer
Helmut Schmelmer (* 21. Mai 1935 in Hamburg) ist ein deutscher Schriftsteller und Lyriker.
Schmelmer arbeitet als Verlagsbuchhändler in Remagen. Er veröffentlicht Lyrik, Essays und Kleinprosa, auch in Anthologien, Literaturzeitschriften und Rundfunkbeiträgen.

## Werke
- Sonaten zum Toast. Bläschke, St. Michael 1981, ISBN 3-7053-1216-2.
- Als Ewigkeit war.  Ars-Edition, München 1987, ISBN 3-7607-8217-5.

Anthologien und Literaturzeitschriften
- Almanach 5 für Literatur und Theologie. Wuppertal 1971
- Sie schreiben zwischen Goch und Bonn. Wuppertal 1975
- Theo Breuer (Hg.): Ein Dach aus Laub. edition bauwagen, Itzehoe 2003.
- signum. Sommer 2003
- Axel Kutsch (Hg.): Versnetze_fünf. Verlag Ralf Liebe, Weilerswist 2012.
- Ralph Grüneberger (Hg.) / Gesellschaft für zeitgenössische Lyrik: Poesiealbum neu. Ausgaben: 02/2007, 02/2009, 02/2010 und 01/2013.